# Paul Collins

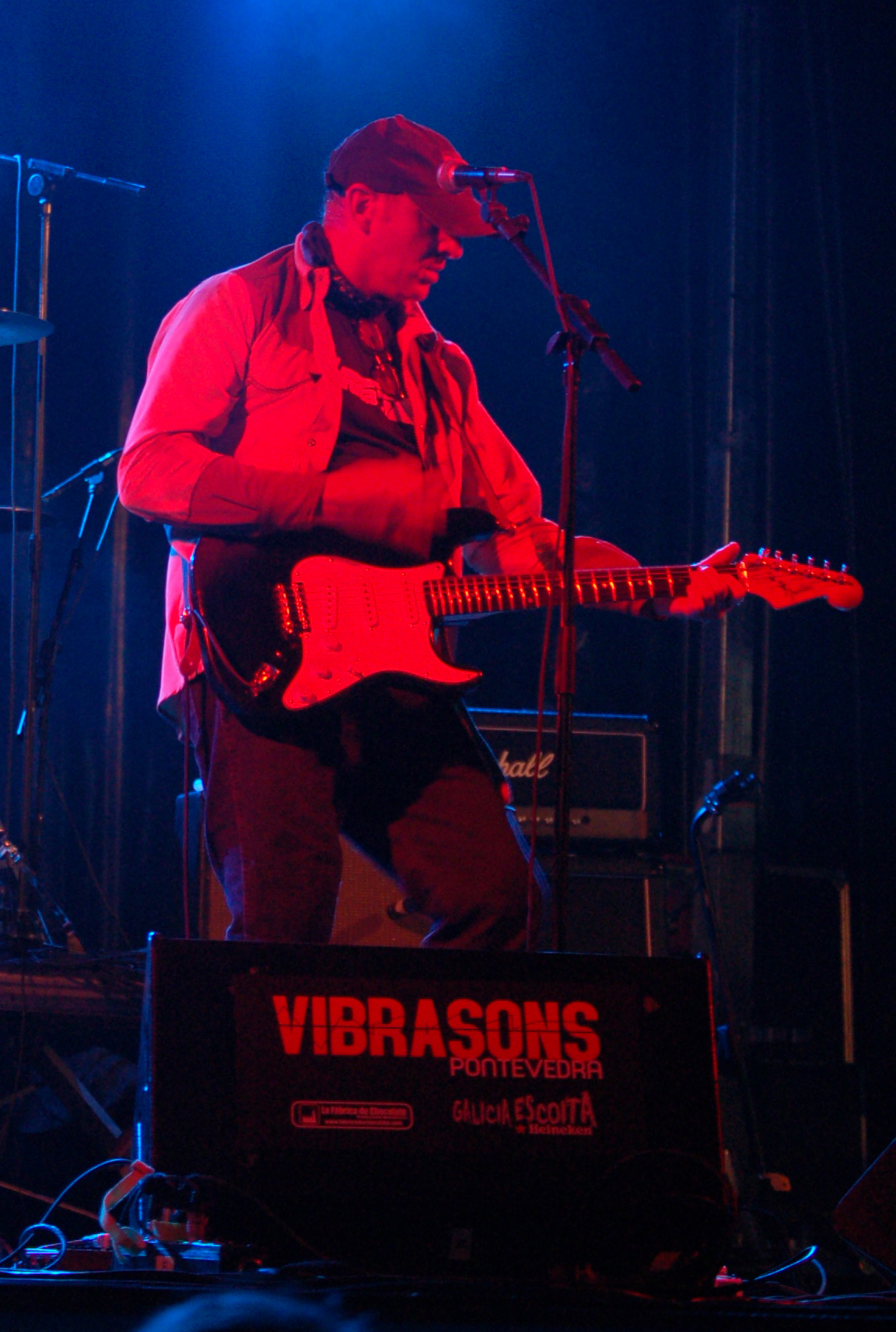
Concierto en Pontevedra.

Paul Collins (n. 1954, Nueva York) es un cantante, guitarrista, percusionista y productor musical estadounidense.

## Biografía
Paul Collins empezó su carrera como percusionista —y a veces cantante y letrista— en The Nerves, un trío de power pop de Los Ángeles, al lado de Jack Lee y del futuro líder de The Plimsouls, Peter Case. La banda es más recordada por "Hanging on the Telephone", una canción lanzada más tarde a la fama por Blondie. Tras la desaparición de The Nerves, Paul Collins formó su propio grupo como cantante, guitarrista rítmico y letrista, The Beat, algunas veces llamado The Paul Collins Beat para evitar la confusión con el grupo ska británico también conocido como The Beat (o The English Beat en los Estados Unidos). Su autotitulado debut en 1979 está considerado un clásico del género, recibiendo críticas muy positivas. Desafortunadamente, el masivo éxito de "Get The Knack" puede haber ensombrecido el álbum, que no consiguió generar muchas ventas.
Renombrada a The Paul Collin's Beat a principio de los años 1980, la banda estaba ya interpretando temas de indie rock antes de Pixies, The Stone Roses o incluso Morrissey y The Smiths. Paul Collin's Beat estuvo en un constante estado de giras y grabaciones por el mundo. Aparecieron en el programa American Bandstand de Dick Clark y contribuyeron con una canción a la banda sonora de la película Caddyshack, junto con Journey, Bill Murray y Kenny Loggins. La banda se separó en 1989, tras el lanzamiento de su sexto álbum, One Night. Paul Collins continúa interpretando hasta la fecha de 2008 con una nueva versión de Paul Collin's Beat, además de en su proyecto en solitario, una banda estelar de country-rock llamada Paul Collins Band.
Desde principios de los 80, Collins ha estado ganándose la vida en España, donde tiene un seguimiento particularmente popular, y pasa la mayor parte de su tiempo en actuaciones en Europa y Japón, aunque aún mantiene su ciudadanía estadounidense. De hecho, sus dos primeras esposas son españolas.
Durante este tiempo, ha producido numerosas bandas de pop españolas, como La Granja, Los Limones y Los Protones. Su relación con este último grupo ha demostrado ser muy fructífera, ya que dos miembros de Los Protones son ahora parte del nuevo Paul Collins Beat.
Collins también produjo a mediados de los años 1990 una compañía discográfica, Wagon Wheel Records, que se especializó en power pop y música country alternativa (alt-country).
En 2007, publicó su primer álbum en solitario de la década, Flying High. La música, que recibió buenas críticas, es una reminiscencia del pegadizo power pop de The Beat, particularmente en la canción que abre el álbum, "Rock and Roll Shoes". Además, "Flying High" muestra estilos tales como el country alternativo, el roots rock y la Americana, con los sencillos "Will You Be A Woman" y "Afton Place", que contaron con sus respectivos vídeos musicales.
Durante el mes de marzo de 2008, Paul Collins lanzó Ribbon Of Gold como la continuación de la aclamada por la crítica Flying High. Este álbum contiene varias canciones que la banda interpreta en directo en los conciertos, incluyendo "Falling in Love With Her", "I Still Want You", "Big Pop Song" y "She Doesn't Want to Hang Around with You".

## Discografía

### Con The Nerves
- Nerves (Nerves, 1976).

### Con The Beat
- The Beat (CBS, 1979).
- The Kids Are The Same (CBS, 1981).
- To Beat Or Not To Beat (1983).
- Long Time Gone (1985).
- Live At Universal (Twins, 1986).
- One Night (Stoneage, 1989).

### Álbumes en solitario
- Paul Collins (Sony DRO, 1992).
- From Town To Town (Caroline Records, 1993).
- Live in Spain (Not Lame, 1997).
- Let's Go (1999).
- Flying High (Lucinda, 2007).
- Live In Europe: Paul Collins' Beat In Concert (2008).
- Ribbon Of Gold (Rock Indiana, 2008).